# Uzquiano (Burgos)
Uzquiano (Uzkio en euskera) es una localidad del municipio de Condado de Treviño, en la provincia de Burgos.

## Demografía
Evolución de la población
| Gráfica de evolución demográfica de Uzquiano entre 2000 y 2022     |
|                                                                    |
| Población de derecho (2000-2017) según el padrón municipal del INE |

## Historia
Así se describe a Uzquiano en el tomo XV del Diccionario geográfico-estadístico-histórico de España y sus posesiones de Ultramar, obra impulsada por Pascual Madoz a mediados del siglo XIX:

Lugar en la provincia, audiencia territorial y capitanía general de Burgos (18 leguas), partido judicial de Miranda de Ebro (5), diócesis de Calahorra (16), ayuntamiento y condado de Treviño (1). Situado en la carretera de Vitoria a Logroño, en terreno casi llano; goza de buena ventilación y clima saludable, aunque frío. Tiene 7 casas, una iglesia parroquial (San Juan) servida por un cura párroco. El término confina: N San Vicentejo y Ascarza; E Imiruri y Saraso; S Armentia y Franco, y O Treviño. El terreno es escabroso; su monte está poblado de robles; le fertiliza un riachuelo, sobre el cual hay algunos pontones de madera. Además de los caminos locales se halla la citada carretera. Producciones: cereales, legumbres y patatas; cría ganado lanar, cabrío y mular; caza menor y pesca de anguilas. Población: 6 vecinos, 27 almas. Capital productivo: 13.400 reales. Imponible: 711.
Diccionario geográfico-estadístico-histórico de España y sus posesiones de Ultramar

## Monumentos
- Iglesia de Nuestra Señora de la Asunción. Destaca por la peculiaridad de poseer dos portadas, ambas en estilo románico, del siglo XIII. De ellas, la que se encuentra en el interior del pórtico es la propia de la parroquia, siendo la que da acceso directo al templo. La segunda portada, que se observa fuera del pórtico, proviene de la despoblada localidad de Ochate, situada a escasos kilómetros, también dentro del enclave burgalés del Condado de Treviño, que fue trasladada a Uzquiano en 1964.